# Frédéric Combemale
Pour les articles homonymes, voir Combemale.
Le professeur Frédéric Combemale, né le 29 mai 1860 à Poussan et décédé le 2 octobre 1938 à Lille, est un médecin français.

## Biographie
Lauréat de la Faculté de Médecine de Montpellier en 1881, il devient interne de l'asile d'aliénés de Montpellier en 1884, puis docteur en médecine en 1888 et agrégé en 1889.
Professeur à la Faculté de médecine de l'Université de Lille en 1893, il est le doyen de la faculté de 1901 à 1919.
Il devient le titulaire de la Clinique Médicale de l'hôpital de la Charité en 1896 ; il conserva ce poste jusqu'en 1930.
Combemale fonde l'Écho médical du Nord en 1897, dont il devient le directeur et rédacteur en chef. Il est membre du jury d'agrégation la même année.
Secrétaire général du Ve Congrès de Médecine en 1899, il en fait paraître le volume des rapports, discussions et communications en 1900.
Il est cofondateur avec Georges Raviart de la Clinique psychiatrique d'Esquermes en 1907, qui est rattachée à l'Université de Lille par convention.
Administrateur des hôpitaux de Lille en 1901 et des hospices en 1905, il est président de la Ligue du Nord contre la tuberculose, du Conseil départemental d'hygiène du Nord et de la Commission de l'Asile d'aliénés de Bailleul.
Il était vice-président de l'Association général de Médecine de France et de l'Association générale du Nord contre la Tuberculose, membre de la Société des Sciences de Lille, de la Société de médecine du Nord, de la Réunion biologique du Nord et de la Société médicale des hôpitaux de Paris.
Une rue de la ville de Lille est baptisée en son honneur.

## Publications
- Recherches physiologiques et thérapeutiques de l'acétophénone (hypnone), 1886
- La descendance des alcooliques, 1888
- Influence dégénérative de l'alcool sur la descendance: recherches expérimentales, 1888
- À propos d'une observation de toenia inerme, 1890
- Mort subite dans l'asthme, 1890
- Un cas de lithiase biliaire traité par l'huile d'olives, 1890
- De l'État anatomo-pathologique des valvules du cœur dans l'alcoolisme aigu, 1891
- Contribution à l'étude de la névrite paludéenne, 1891
- Recherches cliniques sur deux agents antisudoraux, l'acide camphorique et le tellurate de soude, 1891
- Quelques expériences sur la cascarine, des dangers de son emploi thérapeutique, 1891
- Recherches cliniques sur la valeur antihydrotique de l'acide agaricinique, 1891
- Recherches expérimentales et cliniques sur le bleu de méthylène, 1891
- La Rachialgie dans la variole, ses rapports avec la vie sexuelle, 1892
- Un cas d'endocardite chronique, sa bactériologie, rôle de la grossesse et de l'accouchement dans sa terminaison fatale, 1892
- Contribution à l'étude des troubles de la parole consécutifs à la variole, leur fréquence, leur pathogénie, 1892
- Anévrysme de l'aorte d'origine traumatique méconnu et terminé par hémorrhagie lente, 1892
- Note sur les symptômes et les lésions de l'appareil pulmonaire dans le typhus exanthématique, 1893
- Les Poissons peuvent-ils être des intermédiaires dans la transmission de la tuberculose ?, 1893
- L'Exalgine possède-t-elle des propriétés anesthésiantes locales ?, 1893
- Première note sur les microorganismes qu'on rencontre dans la rate et le cerveau des malades morts de typhus exanthématique, 1893
- Au bout de combien de temps la revaccination devient-elle nécessaire?, 1894
- Traitement des bronchites aiguës, 1895
- Ostéoarthropathie hypertrophiante pneumique dans le cours d'une myocardite, 1896
- Paralysie saturnine à type brachial, 1896
- Clinique médicale de la Charité. À propos d'un cas de paralysie générale
- De la Dégénérescence crétacée des nerfs dans la lèpre anesthésique

## Sources
- Louis Dulieu, « Combemale (François-Auguste-Frédéric », dans La Médecine à Montpellier, Volume 5, Partie 2.
- E. Janssens, Activité neurologique et psychiatrique des Professeurs et Doyens Frédéric et Pierre Combemale, Lille, 1989.
- Gérard Biserte, Histoire de la Faculté Mixte de Médecine et de Pharmacie de Lille, Tome II, 1976.
- Julien Bogousslavsky, Following Charcot: A Forgotten History of Neurology and Psychiatry, 2011.